# 25hours Hotel The Royal Bavarian
Das 25hours Hotel The Royal Bavarian ist ein zentral gelegenes Design-Hotel in der bayerischen Landeshauptstadt München in historischer Bausubstanz am Bahnhofplatz 1. Es gehört zur 25hours Hotel Company GmbH mit Sitz in Hamburg. Die Eröffnung erfolgte 2018.

## Baugeschichte
Bauherr des viergeschossigen platzbildenden Gebäudekomplexes, der zur Zeit seiner Entstehung und ersten Nutzung als Oberpostamtsgebäude und königliche Telegrafen-Centralstation sowie danach als Kaiserliches Post- und Telegrafenamt diente, war König Ludwig II. von Bayern. Dieser setzte vor allem im Bereich der Nutzarchitekturen auf technische Modernität. Östlich des Hauptbahnhofs, direkt gegenüber dem Empfangsgebäude, wurde 1869–1871 mit dem viergeschossigen Telegrafenamt eine damals neuartige Bauaufgabe realisiert‘ heißt es in dem Ausstellungskatalog ‚Königsschlösser und Fabriken - Ludwig II. und die Architektur‘ aus dem Jahr 2018 dazu. Der planende Architekt war Georg von Dollmann, der sich auch an Entwurfsarbeiten für repräsentative Architekturen des Königs beteiligte. 1869 setzten die Bauarbeiten ein, 1871 war der große ‚Palazzo‘ im Stil der italienischen Frührenaissance vollendet. Wie fast alle Bauten für Regierung und Verwaltung, die Ludwig II. in Auftrag gab, war auch das Telegrafenamt funktional und entsprach den technischen, wirtschaftlichen und rechtlichen Neuerungen des letzten Drittels des 19. Jahrhunderts, in dem sich Staats- und Stadtverwaltung vermehrten Aufgaben zu stellen hatten.

## Andere Nutzungen
Zu Beginn des 20. Jahrhunderts wurde das Neurenaissance-Gebäude durch Um- und Anbauten verändert. Gravierende Veränderungen brachte der Zweite Weltkrieg mit sich, in dem die Architektur beschädigt wurde. Nach 1949 wurde das Anwesen leicht verändert wiedererrichtet. Die unbeschädigte Bausubstanz wurde erhalten und in den Wiederaufbau mit einbezogen. In den Jahren 1997 bis 1999 folgten Sanierung und Modernisierung mit gleichzeitigem Umbau zum Geschäfts- und Bürohaus. Ohne die Flächen des Kellers beträgt die Grundfläche 12.000 Quadratmeter. Das Bauwerk ist als Baudenkmal in die Bayerische Denkmalliste eingetragen.

## 25hours Hotel The Royal Bavarian
Ab 2014 bis 2017 wurde auf einer Fläche von 12.000 Quadratmetern über 4 Etagen und teilweise im Erdgeschoss das 25hours Hotel - The Royal Bavarian nach Plänen des Münchner Architekturbüros OS A Ochs Schmidhuber Architekten gebaut. So entstanden im Erdgeschoss das Restaurant NENI, im ersten Obergeschoss der Empfang, die Lounge, die Boilermann-Bar und auf den vier Etagen 165 Zimmertypen, darunter zwei Suiten und ein Spa. Die Innenausstattung stammt von dem Augsburger Unternehmen Dreimeta und bezieht sich im Stil und vielen Details auf die Motivwelt von König Ludwig II. Im erdgeschossigen Kopfbau sind außerdem Post und Commerzbank eingemietet, im Untergeschoss ein Rewe-Markt. Bei der Fassadenneugestaltung durch OS A Ochs Schmidhuber Architekten wurden im Bereich Werbemittel die Logos der Unternehmen 25hours, Post und Commerzbank nicht polychrom gestaltet, sondern monochrom durch den Einsatz von Messingschildern, um die Fassade einheitlich zu halten.

## Auszeichnungen
- German Design Award 2019
- Fassadenpreis der Stadt München 2019